# استراتيجية مستقرة تطوريا
الاستراتيجية المستقرة تطوريا هي استراتيجية (أو مجموعة من الاستراتيجيات) إذا تبنتها مجموعة من الكائنات في بيئة معينة، فإنها تصبح منيعة، مما يعني أنه لا يمكن إحلال استراتيجية (أو استراتيجيات) بديلة نادرة في البداية محلها. ولهذه الاستراتيجيات صلة بنظرية الألعاب، علم البيئة السلوكي، وعلم النفس التطوري. فالاستراتيجية المستقرة تطوريا تعتبر توازنا مُحسَّنا من توازن ناش. فهي توازن ناش مستقر «تطوريا»، ومتى ما أصبحت ثابتة لدى مجموعة من الكائنات، فإن الانتخاب الطبيعي يكون وحده كفيلا بمنع الاستراتيجيات البديلة (الطافرة) من إحلال محلها بنجاح. وهذه النظرية ليست معنية بالتعامل مع إمكانية حدوث تغيرات خارجية جسيمة للبيئة، والتي تجلب قوى انتقائية جديدة إليها.
بعد نشرها كمصطلح محدد في كتاب عام 1972 لجون ماينارد سميث، أصبحت الاستراتيجية المستقرة تطوريا مستخدمة في علم البيئة السلوكي والاقتصاد، وكانت تستخدم في الأنثروبولوجيا، علم النفس التطوري، الفلسفة، والعلوم السياسية.

## التاريخ
حُددت الاستراتيجيات المستقرة تطوريا وقدمت بواسطة جون مارينارد سميث وجورج برايس في ورقة بحثية نشرت بمجلة نيتشر في عام 1973. وريثما كانت الورقة البحثية تُراجع مراجعة أقران من أجل نشرها في نيتشر، فقد سُبقت بمقال في عام 1972، من قِبل مارينارد سميث، ضمن كتاب مقالات بعنوان «عن التطور». وفي بعض الأحيان يتم الاستشهاد بمقال عام 1972 بدلا من الورقة البحثية المنشورة في عام 1973، إلا أن مكتبات الجامعات تحتوي على نسخ أكثر من ورقة نيتشر البحثية. في العادة تكون أوراق نيتشر البحثية قصيرة، لذلك نشر مارينارد سميث في عام 1974 ورقة بحثية أطول في مجلة البيولوجيا النظرية. وقد أوضح مارينارد سميث المزيد في كتابه لعام 1982 «التطور ونظرية الألعاب». وفي بعض الأحيان، يتم الاستشهاد بتلك الأعمال عوضا عن بحث نيتشر. وفي الحقيقة، أصبحت الاستراتيجية المستقرة تطوريا متمركزة بشكل كبير في نظرية الألعاب، إلى درجة أنه في كثير من الأحيان لا يتم الاستشهاد بشيء، حيث يُفترض أن تكون مألوفة بالنسبة للقارئ.
قام مارينارد سميث بعمل صياغة رياضية لمحاججة لفظية قالها برايس، والتي كان قد قرأها حينما كان يراجع ورقة برايس البحثية. وحينما علم مارينارد سميث أن برايس المشوش بشكل ما لم يكن مستعدا لمراجعة مقاله لكي يُنشر، عرض أن يضيف برايس ككاتب مشارك.
استمد هذا المفهوم من أعمال روبرت آرثر ودابليو دي هاملتون عن نسبة الجنس، وكذلك من مبدأ فيشر، وبالأخص من مفهوم هاملتون (لعام 1967) عن الاستراتيجية غير المستقرة. اشترك مارينارد سميث في جائزة كارفورد لتطويراته لمفهوم الاستراتيجيات المستقرة تطوريا ولتطبيقه نظرية الألعاب على السلوك التطوري.
استخدامات نظرية الاستراتيجية المستقرة تطوريا:
- تعتبر الاستراتيجية المستقرة تطوريا عنصرا رئيسيا في تحليل التطور في كتاب ريتشارد دوكنز الأفضل مبيعا في عام 1976 «الجين الأناني».
- استخدمت الاستراتيجية المستقرة تطوريا لأول مرة في العلوم الاجتماعية بواسطة روبرت أكسيلورد في كتابه لعام 1984 «تطور التعاون». ومنذ ذلك الحين، أصبحت مستخدمة على نطاق واسع في العلوم الاجتماعية، ومنها الأنثروبولوجيا، الاقتصاد، الفلسفة، والعلوم السياسية.
- في العلوم الاجتماعية، لا تعتبر الاستراتيجية المستقرة تطوريا نهاية للتطور البيولوجي، بل تعتبر نقطة نهاية للتطور الثقافي أو التعلم الفردي.[8]
- في علم النفس التطوري، تستخدم الاستراتيجية المستقرة تطوريا بشكل رئيس كنموذج للتطوري البيولوجي البشري.

## الحافز
يعتبر توازن ناش مفهوم حل في نظرية الألعاب. ويعتمد على القدرات الإدراكية للاعبين. ومن المفترض أن اللاعبين يكونون مدركين لبنية اللعبة وأن يحاولوا عن وعي منهم أن يتنبأوا بحركات الخصوم وأن يزيدوا مردوداتهم للحد الأقصى. وبالإضافة لذلك، فمن المفترض أن يكون اللاعبون قد عرفوا كل ذلك (كنوع من العُرف). تستخدم هذه الافتراضات لتفسير سبب اختيار اللاعبين لاستراتيجيات توازن ناش.
تُحفَّز الاستراتيجيات المستقرة تطوريا بشكل مختلف تماما. ففي هذه الحالة، يُفترض أن تكون استراتيجيات اللاعبين مدمجة في الجينات وقابلة للتوريث. ولا يملك الأفراد أي تحكم في استراتيجيتهم ولن يتحاجوا أن يكونوا مدركين للعبة. كما يتكاثرون ويخضعون لقوى الانتخاب الطبيعي، ويحصلون على مردودات من اللعبة على شكل نجاح تناسلي (لياقة بيولوجية). من المتصور أن الاستراتيجيات البديلة للعبة تحدث من حين لآخر عبر عمليات مثل الطفرات. ولكي تكون الاستراتيجية مستقرة تطوريا، يجب أن تكون منيعة ضد تلك البدائل.
بالنظر إلى أن الافتراضات المحفزة المختلفة شديد الاختلاف، فقد تكون مفاجأة أن الاستراتيجيات المستقرة تطورية وتوازن ناش يتزامنان كثيرا. ففي الحقيقة، تعتبر كل استراتيجية مستقرة تطورية توازن ناش، لكن بعض توازنات ناش ليست استراتيجيات مستقرة تطوريا.

## توازن ناش
تعتبر الاستراتيجية المستقرة تطوريا نموذجا معدلا أو مشذبا من توازن ناش. في توازن ناش، إذا تبنى كل لاعب أجزاءه الخاصة، فلن يستطيع أي لاعب أن يستفيد بانتهاج استراتيجية بديلة. وفي لعبة يلعبها اثنان، تكون الاستراتيجية زوجية. وبفرض أن E(S,T) تمثل مردود اللعب بالاستراتيجية S ضد الاستراتيجية T. فإن زوج الاستراتيجية (S,S) يكون توازن ناش في لعبة يلعبها اثنان فقد إذا كان ذلك صحيحا بالنسبة لكلا اللاعبين وكانت T≠S لدى الجميع أيضا:
E(S,S) ≥ E(T,S)
وفقا لهذا التعريف، قد تكون الاستراتيجية T بديلا متعادلا للاستراتيجية S (أي ستحرز نفس النقاط، وليس أفضل). يُفترض بتوازن ناش أن يكون مستقرا ولو أحرزت الاستراتيجية T نفس النقاط، وذلك بافتراض غياب أي حوافز طويلة الأجل تدفع اللاعبين لتبني T بدل من S. وهذه الحقيقة تمثل نقطة انطلاق نظرية الاستراتيجية المستقرة تطوريا.
حدد مارينارد سميث وبرايس[2] حالتين لكي تكون استراتيجية S استراتيجية مستقرة تطوريا. وهي أن لكل T≠S، إما:
1. E(S,S) > E(T،S)، أو
2. E(S,S) = E(T,S) و E(S,T) > E(T,T)

تسمى حالة الشرط الأول في بعض الأحيان بتوازن ناش الدقيق. وتسمى الثانية في بعض الأحياد «حالة مارينارد سميث الثانية». وتعني الحالة الثانية أنه رغم حياد الاستراتيجية T فيما يتعلق بمردود الاستراتيجية S، فإن مجموعة سكانية من اللاعبين الذين سيستمرون باللعب وفقا لـ S ستكون لديهم ميزة لدى لعبهم ضد T.
هناك أيضا تعريف بديل أقوى للاستراتيجية المستقرة تطوريا وفقا لتوماس. وذلك يضع شرطا مختلفا على دور مفهوم توازن ناش في مفهوم الاستراتيجية المستقرة تطوريا. فباتباع المصطلحات الواردة في التعريف أعلاه، يتطلب هذا التعريف أن يكون لكل T≠S
1. E(S,S) ≥ E(T,S), و
2. E(S,T) > E(T,T)

وفي هذه الصيغة، تحدد الحالة الشرطية الأولى أن الاستراتيجية تعتبر توازن ناش، والثانية تحدد التوافق مع حالة ميرنارد سميث الشرطية. لاحظ أن التعريفين ليسا متكافئين بدقة.